# Epiphora schultzei
Epiphora schultzei är en fjärilsart som beskrevs av Aurivillius 1905. Epiphora schultzei ingår i släktet Epiphora och familjen påfågelsspinnare. Inga underarter finns listade i Catalogue of Life.